# Orillia
Orillia è un comune del Canada, situato nella provincia dell'Ontario.